# Peresvet
Peresvet (in russo Пересве́т?) è una città della Russia europea, nell'Oblast' di Mosca. Fino al 2019 apparteneva al Sergievo-Posadskij rajon.

## Geografia fisica
Si trova sul fiume Kun'ja, 90 km a nord-est di Mosca e 17 km a sud-ovest di Sergiev Posad.

## Storia
Fu fondata ufficialmente nel 1948 come un insediamento del NIIChimMaš (in russo НИИХимМаш?), abbreviazione di "istituto di ricerca di ingegneria chimica", un istituto di ricerca per la prova al banco di motori a razzo e test per veicoli spaziali. Fu chiamato Novostrojka (in russo Новостройка?). Fino al 1992, Novostrojka fu una zona ad accesso limitato, interamente sotto all'autorità dell'istituto fino alla dissoluzione dell'Unione Sovietica. In seguito fu gestito dalla dall'amministrazione della vicina Krasnozavodsk. L'8 dicembre 1999, Novostrojka e una parte di Krasnozavodsk contenente l'istituto di ricerca sono stati unificati nella nuova città di Peresvet, dal nome dell'eroe medievale russo Aleksandr Peresvet. Il processo si è concluso il 28 marzo 2000.